# STS-71-B
STS-71-B, voluit Space Transportation System-71-B, is een geannuleerde spaceshuttlemissie Voor deze missie was de Challenger benodigd, maar die was niet beschikbaar doordat zij verongelukte na de lancering op 28 januari 1986.